# Achalcus micromorphoides
Achalcus micromorphoides är en tvåvingeart som beskrevs av Marc Pollet 2005. Achalcus micromorphoides ingår i släktet Achalcus och familjen styltflugor. Inga underarter finns listade i Catalogue of Life.